# Pöllersdorf
Pöllersdorf ist ein Gemeindeteil der Stadt Goldkronach im Landkreis Bayreuth (Oberfranken, Bayern). Pöllersdorf liegt in der Gemarkung Nemmersdorf.

## Geografie
Der Weiler liegt auf freier Flur. Eine Gemeindeverbindungsstraße führt die Kreisstraße BT 12 kreuzend nach Nemmersdorf (1 km nordöstlich) bzw. nach Dressendorf zur Staatsstraße 2163 (1,2 km nordwestlich). Eine weitere Gemeindeverbindungsstraße führt nach Forthof (0,7 km nordöstlich). Ein Anliegerweg führt nach Melm (1,1 km südwestlich).

## Geschichte
Der Ort wurde im Jahre 1317 als „Belsdorf“ erstmals urkundlich erwähnt.
Gegen Ende des 18. Jahrhunderts bestand Pöllersdorf aus acht Anwesen. Das Hochgericht sowie die Dorf- und Gemeindeherrschaft übte das bayreuthische Stadtvogteiamt Goldkronach aus. Grundherren waren die bayreuthische Amtsverwaltung Nemmersdorf (1 Söldengut, 1 Wohnhaus), das Rittergut Windischenlaibach (1 Halbhof, 1 Sölde), das Rittergut Pöllersdorf (2 Halbhöfe, 1 Söldengut) und die Pfarrei Nemmersdorf (1 Gütlein).
Von 1797 bis 1810 unterstand Pöllersdorf dem Justiz- und Kammeramt Gefrees. Infolge des Ersten Gemeindeedikts wurde Pöllersdorf dem 1812 gebildeten Steuerdistrikt Nemmersdorf zugewiesen. Zugleich entstand die Ruralgemeinde Pöllersdorf. Sie war in Verwaltung und Gerichtsbarkeit dem Landgericht Gefrees zugeordnet und in der Finanzverwaltung dem Rentamt Gefrees. Zwei Anwesen unterstanden in der freiwilligen Gerichtsbarkeit bis 1817 dem Patrimonialgericht Windischenlaibach, drei Anwesen bis 1834 dem Patrimonialgericht Pöllersdorf. Mit dem Zweiten Gemeindeedikt (1818) wurde Pöllersdorf in die Ruralgemeinde Nemmersdorf eingegliedert. Im Zuge der Gebietsreform in Bayern wurde Pöllersdorf am 1. Juli 1972 nach Goldkronach eingemeindet.

### Baudenkmäler
- Haus Nr. 7: Wohnstallhaus

### Einwohnerentwicklung
| Jahr      | 001818 | 001819 | 001861 | 001871 | 001885 | 001900 | 001925 | 001950 | 001961 | 001970 | 001987 |
| Einwohner | 51     | 54     | 98     | 93     | 86     | 82     | 81     | 75     | 49     | 42     | 34     |
| Häuser    | 7      |        |        |        | 11     | 11     | 11     | 11     | 10     |        | 9      |
| Quelle    | [ 7 ]  | [ 10 ] | [ 11 ] | [ 12 ] | [ 13 ] | [ 14 ] | [ 15 ] | [ 16 ] | [ 17 ] | [ 18 ] | [ 1 ]  |

## Religion
Pöllersdorf ist seit der Reformation evangelisch-lutherisch geprägt und bis heute nach Nemmersdorf gepfarrt.